# Ascute
Ascute é um gênero de esponja marinha da família Leucosoleniidae.

## Espécies
- Ascute asconoides (Carter, 1886)
- Ascute uteoides (Dendy, 1893)